# Ge'ez
Ge'ez är ett semitiskt språk som en gång talats av folk i det nuvarande Tigray och Eritrea. Det har utvecklats till tigrinska, tigre och amhariska. Språket återfinns i den etiopiska liturgin, Eritreanska ortodoxa liturgin bibelöversättningar och i andra gamla skrifter. 
Skriftspråket ge'ez lever i dag vidare, och används för att skriva bland annat amhariska och tigrinja.
Geez kallas också en av den etiopisk-ortodoxa- och eritreansk-ortodoxa kyrkans tre liturgiska psalm-former. De andra två är Ezl, som används vid sorgetider och fastemånader, samt Araray som är en form av glädjesång.